# 张卫东 (1957年)
张卫东（1957年5月30日—），男，山东人，中华人民共和国外交官，曾任中华人民共和国驻密克罗尼西亚联邦特命全权大使和中华人民共和国驻冰岛共和国特命全权大使。

## 生平
1983年，进入中华人民共和国外交部工作，先后在外交部国际司、常驻联合国日内瓦办事处和瑞士其他国际组织代表团、常驻维也纳联合国和其他国际组织代表团、国务院外事办公室政策研究司任职，后任国务院外事办公室政策研究司参赞。1998年，任中央外事工作领导小组办公室政策研究局参赞。1999年，任中央外事工作领导小组办公室外事管理局副局长，后改任综合局副局长。2003年，升任中央外事工作领导小组办公室政策研究局局长。2005年，任驻加拿大大使馆公使衔参赞。2009年8月，出任中华人民共和国驻密克罗尼西亚联邦大使。2012年，任广东省人民政府外事办公室副主任。2014年9月，出任中华人民共和国驻冰岛大使。2017年11月，自驻冰岛大使离任。

## 家庭
已婚，有一子。